# Lawrence Tyson

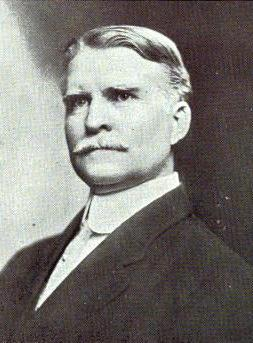
Lawrence Tyson

Lawrence Davis Tyson, född 4 juli 1861 i Pitt County, North Carolina, död 24 augusti 1929 i Strafford, Pennsylvania, var en amerikansk demokratisk politiker och general. Han representerade delstaten Tennessee i USA:s senat från 1925 fram till sin död.
Tyson utexaminerades 1883 från United States Military Academy i West Point, New York. Han deltog i strider mot apacher i västra USA. Han var professor i krigsvetenskap vid University of Tennessee 1891-1895. Samtidigt som han undervisade vid universitetet, avlade han 1894 juristexamen och inledde därefter sin karriär som advokat i Tennessee. Han deltog sedan i spansk-amerikanska kriget som överste och återgick 1899 till arbetet som advokat.
Han var talman i Tennessee House of Representatives, underhuset i delstatens lagstiftande församling, 1903-1905. Han kandiderade 1913 till USA:s senat utan framgång. Han deltog i första världskriget som brigadgeneral. Tysons son McGhee Tyson stupade i kriget. Sonen rapporterades först som försvunnen och efter att liket hade hittats, fick Lawrence Tyson identifiera sin son. Tyson donerade senare mark åt Knoxvilles flygplats som heter McGhee Tyson Airport efter hans denna i första världskriget stupade son. Tysons dotter Isabella var Drew Gilpin Fausts farmor. Historikern Faust är dotter till Isabella Tyson Gilpins son McGhee Tyson Gilpin.
Tyson besegrade sittande senatorn John K. Shields i demokraternas primärval inför 1924 års senatsval. Han vann sedan själva senatsvalet och avled under sin första mandatperiod som senator på ett sanatorium i Pennsylvania.
Tysons grav finns på Old Gray Cemetery i Knoxville.